# Problema difícil de la consciència
El problema difícil de la consciència o de l'experiència conscient (hard problem of consciousness) és el problema d'explicar com i per què tenim quàlia o experiències fenomèniques i com les sensacions adquireixen característiques, com ara colors i sabors. David Chalmers, que hi introduí el terme "problema difícil" de la consciència, el contrasta amb els "problemes fàcils" per explicar els correlats neurals de la consciència: l'habilitat de discriminar, integrar formació, reportar estats mentals, parar esment, etc. Els problemes fàcils ho són perquè el que cal per solucionar-los és especificar un mecanisme que hi faça la seua funció, sense importar si en són entesos. Així, poden ser consistents amb la concepció materialista moderna dels fenòmens naturals. Chalmers afirma que el problema de l'experiència és diferent d'aquest conjunt, i argumenta que "persistirà encara que en siga explicat el rendiment de totes les funcions rellevants."
L'existència d'un "problema difícil" és discutible i s'ha enraonat per alguns filòsofs. La resposta en podria raure a entendre els rols que tenen els processos físics en la creació de la consciència i el grau en què aquests processos creen les nostres qualitats subjectives de l'experiència. Daniel Dennett el considera un pseudoproblema i Patricia Churchland afirma que la proposta de Chalmers és poc convincent i contraproduent. Per a António Damásio: «la consciència és un procés: no es troba en cap lloc concret».
S'han de resoldre algunes preguntes sobre la consciència per tenir-ne un enteniment complet. Aquestes qüestions inclouen si l'ésser conscient podria ser completament descrit en termes físics, i l'addició de processos neuronals en el cervell. Si la consciència no es pot explicar només per fets físics, ha de transcendir les capacitats dels sistemes físics i necessita una explicació de mitjans metafísics. Per als filòsofs que afirmen que la consciència és metafísica en la natura, roman la qüestió sobre què cal per explicar la consciència.

## Formulació del problema

### Formulació de Chalmers
En referirse al problema de la consciència, Chalmers escrigué:
| « | És innegable que alguns organismes són subjectes d'experiència. La pregunta, però, de com és que aquests sistemes ho són és confusa. ¿Per què quan els nostres sistemes cognitius s'uneixen en informació visual i auditiva, tenim una experiència visual o auditiva? ¿Com podem explicar per què hi ha una imatge mental? És molt estés que l'experiència sorgeix de l'ambient físic, però no tenim una bona explicació de per què o com en sorgeix. ¿Per què un procés físic origina una vida interior tan rica? Sembla poc raonable que ho siga, però ho és. | » |

Hi ha autors anteriors a Chalmers, com Thomas Nagel (1974), Frank Jackson (1982) i John Searle (1996), que consideraren la consciència com "el problema més difícil".

### Problemes fàcils
Chalmers contrasta el problema difícil amb una sèrie de problemes fàcils que planteja la consciència. (Ell emfasitza que una cosa que tenen els problemes fàcils en comú és que tots representen una habilitat o rendiment d'alguna funció o capteniment).
- L'habilitat de discernir, categoritzar i reaccionar a estímuls ambientals
- La integració de la informació amb un sistema cognitiu
- Els estats mentals
- L'habilitat d'un sistema d'accedir als seus estats interns
- L'enfocament d'atenció
- El control deliberat del capteniment
- La diferència entre estar despert i adormit

### Altres formulacions
Algunes formacions del "problema difícil" serien:
- "Com és que alguns organismes estan subjectes a l'experiència?"
- "Per què existeix la consciència de la informació sensitiva?"
- "Per què existeixen els quàlia?"
- "Per què hi ha un compost subjectiu en l'experiència?"
- "Per què no som zombies psicològics?"

James Trefil suggereix que "és l'única qüestió de la ciència que no sabem ni com formular."

### Antecedents històrics
El problema difícil té antecedents acadèmics anteriors als de Chalmers.
Gottfried Leibniz escrigué:
| « | D'altra banda, cal confessar que la percepció, i el que en depén, és inexplicable per raons mecàniques, això és, per figures i moviments. I suposant que hi hagués una màquina construïda per pensar, sentir i percebre, hauria de ser molt gran i mantenir les mateixes proporcions, de manera que un pogués entrar-hi com en un molí. Això establert, hauríem de, en analitzar-ne l'interior, trobar-ne només parts que treballen l'una sobre l'altra i mai cap cosa que n'explique la percepció. | » |

 També és conegut com a "bretxa de Leibniz".

Isaac Newton escrigué en una carta a Henry Oldenburg:
| « | No és fàcil determinar per quines maneres o accions la llum ens crea en la ment el fantasma del color. | » |

T. H. Huxley hi remarcà: 
| « | El fet que una cosa tan remarcable com l'estat de la consciència sorgisca d'irritar teixit nerviós és tan inexplicable com l'aparició del geni quan Aladí frega la llàntia. | » |

## Respostes

### Intents científics
Hi ha hagut alguns intents científics d'explicar els aspectes subjectius de la consciència, els quals s'han relacionat amb el problema de la unió en la neurociència. Molts teòrics eminents, incloent-hi Francis Crick i Roger Penrose, han treballat en aquesta àrea. No és clar, però, si aquestes teories resolen el problema difícil. La filòsofa Patricia Smith Churchland, adscrita al materialisme eliminatiu, ha remarcat respecte a les teories de Penrose que la "pols de fades en la sinapsi és quasi tan poderosa i explicativa com la coherència quàntica en els microtúbuls."

### La consciència és fonamental o elusiva
Alguns filòsofs, incloent-hi David Chalmers i Alfred North Whitehead, argumenten que l'experiència conscient és fonamental en l'univers, una manera de pampsiquisme. Chalmers enraona que una "vida interior amb tal riquesa subjectiva" no és lògicament reduïble a les propietats dels processos físics. La consciència ha de ser descrita amb mitjans metafísics. Aquesta descripció involucra un ingredient fonamental capaç d'esclarir els fenòmens que no s'han descrit amb mitjans físics. Cal ll'ús d'aquesta propietat fonamental, suggereix Chalmer, per a explicar certes funcions del món, com la massa i el temps, i els principis fonamentals en la natura.
Thomas Nagel sosté que les experiències són sobretot subjectives (accessibles sols a l'individu que les té), mentre que els estats físics són sobretot objectius (accessibles a molts individus). Així que, en aquesta etapa, no sabem què podria voler dir que un estat essencialment subjectiu pogués ser un estat essencialment no subjectiu. És a dir, no tenim idea de què és realment el relativisme.

### Comptes deflacionistes
Alguns filòsofs, com Daniel Dennett, Stanislas Dehaene i Peter Hacker, s'oposen a la idea que hi haja un problema difícil. Aquests teòrics suggereixen que quan arribem a entendre què és la consciència, ens adonarem que el problema difícil és irreal. Per exemple, Dennett diu que l'anomenat problema difícil es resoldrà en el procés de respondre'n els fàcils. En oposició a Chalmers, argumenta que la consciència no és una funció fonamental de l'univers i que s'explicarà totalment per fenòmens naturals.
Per demostrar com les persones poden enganyar-se en exagerar els poders de la consciència, Dennett descriu un fenomen usual denominat la "ceguesa de canvi", com un procés visual que inclou la falla en detectar canvis en una sèrie d'imatges canviants. Utilitza aquest concepte per a explicar que la sobreestimació del processament visual del cervell implica que la concepció de la nostra consciència no és tan penetrant com creiem. Aquest error de fer la consciència més misteriosa del que realment és podria confondre'ns en el desplegament d'una teoria explicatòria efectiva. Alguns crítics com Galen Strawson hi responen que, en el cas de la consciència, fins i tot una experiència errònia reté la part essencial de la consciència que cal explicar.
Per explicar com i per què els processos físics donen origen a l'experiència, Dennett afirma que el fenomen de tenir experiències no és més que l'acompliment de les funcions del capteniment, el qual també es pot referir a una sèrie de problemes fàcils de la consciència. Diu que la consciència és guiada per aquestes funcions i que traure-li-les llevaria alguna habilitat per identificar els pensaments, sentiments i consciència units. Així que, en contra de Chalmers i altres dualistes, Dennett diu que els problemes fàcils i el problema difícil no es poden separar:, el problema difícil de l'experiència és entre els problemes fàcils i només es poden explicats junts.
L'argument de Dehaene s'assembla als de Dennett: diu que els "problemes fàcils" de Chalmers són, de fet, el problema difícil i que els problemes difícils es basen en intuïcions que canvien contínuament mentre l'enteniment evoluciona: "Quan les nostres intuïcions s'eduquen... el problema difícil de Chalmers s'evaporarà" i "la quàlia… es veurà com una idea peculiar de l'era precientífica, com el vitalisme… la ciència de la consciència es menjarà al problema difícil fins que desaparega."
Com Dennett, Peter Hacker explica que el problema difícil és incoherent i que l'"estudi actual de la consciència és literalment una pèrdua total de temps:"
“Tot l'esforç de la comunitat d'estudis de la consciència és absurd. No entenen la naturalesa de la consciència. La concepció de la consciència que tenen és incoherent. Les qüestions que plantegen no tenen sentit. Han de retrocedir i començar de nou.”
Alguns crítics de l'enfocament de Dennett, com David Chalmers i Thomas Nagel, concloïen que l'argument de Dennett no incloïa el punt que n'eliminava l'aspecte subjectiu. Això ha fet que alguns detractors es referiren al llibre de Dannet La consciència explicada com la consciència ignorada.
Glenn Carruthers i Elizabeth Schier conclouen que els arguments principals de l'existència del problema difícil són persuasius si s'assumeix que la "consciència ha de ser independent de l'estructura i funció dels estats mentals." Suggereixen que "en lloc de deixar que les nostres conclusions en experiments de pensament guien les nostres teories de la consciència, hauríem de fer que les nostres teories de la consciència guiaren les nostres conclusions dels experiments de pensament." En contra d'aquesta línia argumental, Chalmers afirma: "Alguns potser neguen la possibilitat dels zombies de fer que sorgisca una teoria correcta, però la justificació d'aquestes teories rau en la qüestió de la possibilitat, no a l'inrevés".:96
Un aspecte de deflació notable són les teories d'ordre superior de pensament de la consciència. Peter Carruthers discuteix que els "conceptes recognitius de l'experiència" són "una capacitat de reconéixer un tipus d'experiència quan ocorre en la vida mental d'algú" i que aquesta capacitat no depén de la quàlia. Tot i que els arguments més comuns contra la deflació i el materialisme eliminatiu són la quàlia i que les experiències conscients són irreductibles a estats físics, l'objecció diu que una i la mateixa realitat poden semblar distintes i que la diferència numèrica d'aquestes maneres és consistent amb una manera unitària d'existència de la realitat. Els crítics de l'enfocament deflacionari objecten que la quàlia és un cas en què una sola realitat no pot tenir moltes aparences. Com John Searle remarca: "quan es refereix a la consciència, l'existència de l'aparença és la realitat."
Massimo Pigliucci s'allunya també de l'eliminativisme; afirma, però, que el problema difícil és erroni i resultat d'un "error categòric":
És clar que una explicació no és una experiència, perquè les dues són categories totalment independents. És obvi que no pot experimentar què és ser tu, però pot explicar potencialment com i per què pots ser tu.